# بياتريس لوينغو
بياتريس لوينغو (بالإسبانية: Beatriz Luengo)‏ هي موسيقية وممثلة وراقصة ومغنية ورائدة أعمال إسبانية، ولدت يوم 23 ديسمبر 1982 في مدريد في إسبانيا.

## روابط خارجية
- بياتريس لوينغو على موقع IMDb (الإنجليزية)
- بياتريس لوينغو على موقع ألو سيني (الفرنسية)
- بياتريس لوينغو على موقع ميوزك برينز (الإنجليزية)
- بياتريس لوينغو على موقع ديسكوغز (الإنجليزية)
- بياتريس لوينغو على موقع قاعدة بيانات الفيلم (الإنجليزية)
- بياتريس لوينغو على موقع كينوبويسك (الروسية)